# 少年隊10th ANNIVERSARY LIVE 1995〜1996
『少年隊 10th ANNIVERSARY LIVE 1995〜1996』は、少年隊のコンサートビデオ、DVD。VHSは1995年5月6日発売。また、DVDは「少年隊 35th Anniversary Best」(完全発注限定盤)2020年12月12日に発売。発売元はポニーキャニオン。

## 概要
1995年12月24日に行われたコンサートの模様を収録した。

## 収録曲
1. ABC
2. FUNKY FLUSHIN'
3. HEAVEN
4. 仮面舞踏会
5. ふたり
6. あなたに今Good-by
7. 横浜ABC
8. 恋は素早く
9. トワイライト・フィーリング
10. 危険な恋のムーンライト - 錦織一清
11. サクセス・ストリート
12. SILENT DANCER
13. ガ・ガ・ガ
14. 哀しみのプリンセスへ
15. 君を旅して知っている
16. WORKING WOMAN
17. ダイヤモンド・アイズ
18. What's your name?
19. STRIPE BLUE
20. 君だけに
21. oh!!
22. Baby Baby Baby
23. ヴギウギ・キャット!
24. グッバイ・カウント・ダウン
25. PGF
26. 星屑のスパンコール